# Jae-sung
Jae-sung ist ein koreanischer Vorname.

## Namensträger
- Jung Jae-sung (1982–2018), südkoreanischer Badmintonspieler
- Kim Jae-sung (* 1983), südkoreanischer Fußballspieler